# Campeonato Sudamericano de Voleibol Masculino de 2003
El Campeonato Sudamericano Masculino de Voleibol de 2003 fue la 25a edición del torneo, organizado por la Confederación Sudamericana de Voleibol (CSV). Se llevó a cabo en Río de Janeiro, Brasil, del 2 al 6 de septiembre de 2003. El campeón clasificara a la  Copa Mundial.

## Equipos participantes
- Argentina
- Brasil
- Chile
- Paraguay
- Venezuela

## Campeón
| Brasil            |
| Campeón           |
| Brasil 24° título |

## Posiciones finales
| Pos | Equipo    |
| --- | --------- |
|     | Brasil    |
|     | Venezuela |
|     | Argentina |
| 4   | Chile     |
| 5   | Paraguay  |

## Clasificados alMundial de Voleibol de 2003
| Bandera de Brasil | Bandera de Venezuela |
| Brasil            | Venezuela            |